# 垂果小檗
垂果小檗（学名：Berberis nutanticarpa）为小檗科小檗属的植物，为中国的特有植物。分布在中国大陆的西藏、四川、云南等地，生长于海拔3,000米至3,700米的地区，常生于草坡和高山草甸，目前尚未由人工引种栽培。